# Meana Sardo
Meana Sardo es una localidad italiana de la provincia de Nuoro, región de Cerdeña, con 1.955 habitantes.

## Evolución demográfica
| Gráfica de evolución demográfica de Meana Sardo entre 1861 y 2001 |
|                                                                   |
| Fuente ISTAT - elaboración gráfica de Wikipedia                   |